# Diogo Lobo da Silveira
Diogo Lobo da Silveira (c. 1470 - 1523), 2.º barão do Alvito, senhor de Alvito, Oriola e Vila Nova de Aguiar, foi um poeta e aristocrata do século XV. Exerceu igualmente o cargo de conselheiro da Casa Real.
Foi nomeado vedor da Fazenda pelo rei D. Manuel I de Portugal em 1496, juntamente com D. Martinho de Castelo Branco. Está representado no Cancioneiro Geral de Garcia de Resende com participação em múltiplos «torneios» poéticos, alguns como «O Barão».
O Castelo de Alvito, edifício misto de arquitectura militar e residência apalaçada, que pertence atualmente ao património histórico da Fundação da Casa de Bragança e hoje é uma das Pousadas de Portugal da cadeia do Grupo Pestana, foi iniciado e acabada a sua construção no seu tempo sob sua orientação.
Igualmente para engrandecimento da Casa de Alvito, este senhor feudal, terá recebido do mesmo rei a quinta da Portela, junto a Sacavém, que pertenciam a João Gonçalves, o cavaleiro, entretanto falecido.

## Dados genealógicos
Filho de João Fernandes da Silveira, 1.º barão do Alvito e de D. Maria de Sousa Lobo, filha e herdeira de Diogo Lopes Lobo, senhor de Alvito, Vila Nova, Oriola, Aguiar e Nisa de Setúbal, e de D. Isabel de Sousa, filha de D. Lopo Dias de Sousa, mestre da Ordem de Cristo, na casa de Lafões.
- Casou com D. Joana de Noronha e D. Leonor de Vilhena.

Teve D. Rodrigo Lobo da Silveira, 3º barão de Alvito  (c. 1490 - Alcácer-Quibir, 1578), além de mais uma ampla descendência.